# Bellona (divinità)
(Publio Ovidio Nasone, Le metamorfosi, V.155)

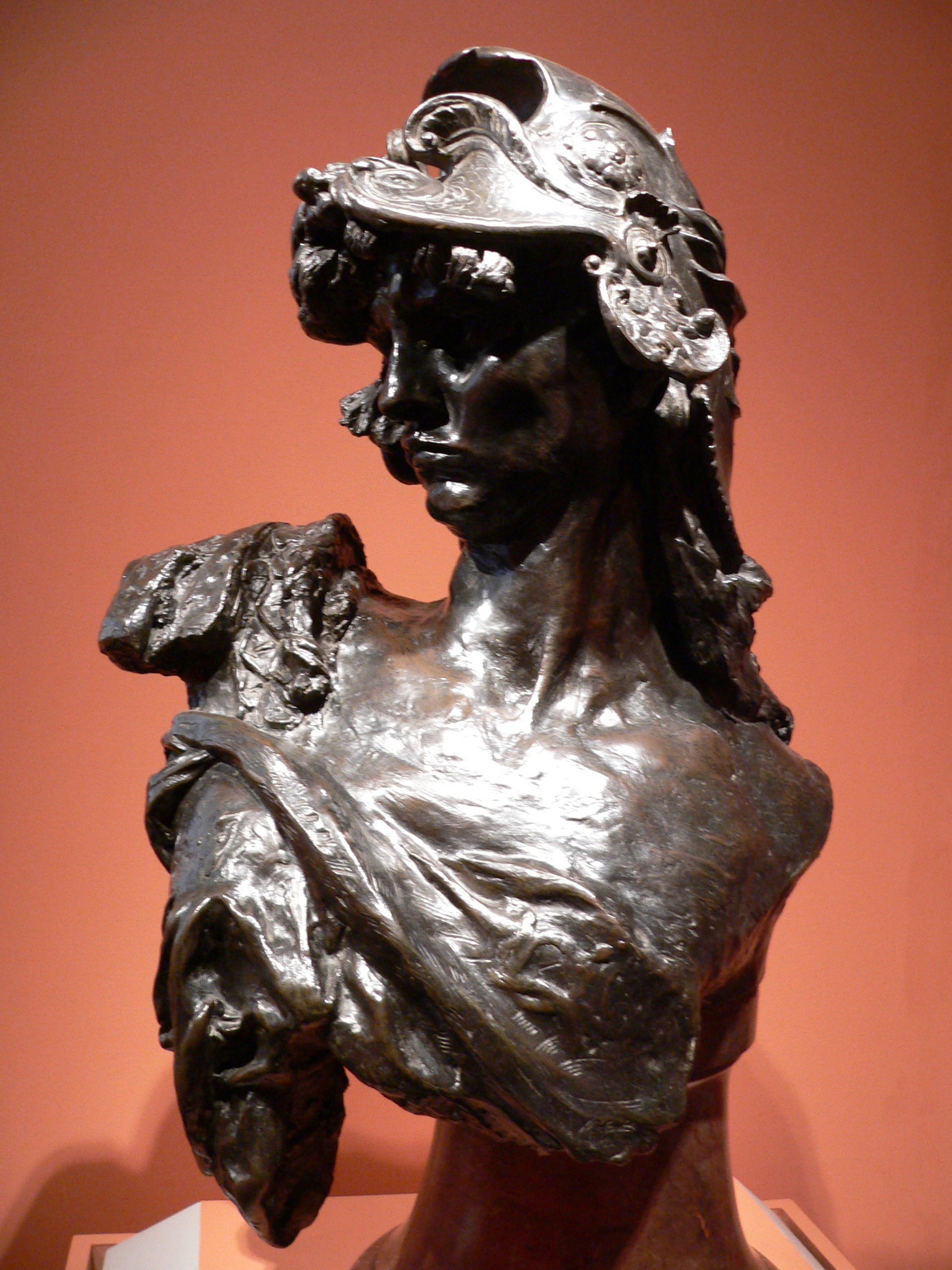
Bellona, moderna scultura di Auguste Rodin, Università di Stanford, California, USA

Bellona è una dea che nella mitologia romana incarna la guerra, e la cui origine è coeva con la nascita della Città eterna.
Possedeva un importante tempio ad Alatri. Si può identificare con la dea greca Enio.

## Culto
A Roma, il suo tempio si trovava a fianco del teatro di Marcello e della porta Carmentale, all'esterno delle Mura serviane nell'area del Circo Flaminio. Il tempio le venne eretto da Appio Claudio, in riconoscenza della vittoria che ella avevagli fatta riportare. I suoi sacerdoti erano i bellonari. 
In esso il senato romano riceveva gli ambasciatori stranieri.
Nelle vicinanze del tempio, si ergeva una piccola colonna chiamata "la guerriera", contro la quale il sacerdote di Giove Feretrio gettava la lancia ad ogni dichiarazione di guerra: cerimonia passata alla spettanza dei Feziali.
È a volte associata, come moglie, al dio Marte. A Comana era soggetta di un culto particolare ed i poeti la confondevano sovente con Pallade. Anticamente era chiamata dai Latini Duellona.
Veniva rappresentata come un'auriga su d'un carro in atteggiamento bellicoso, con in mano una torcia, una spada o una lancia.
I poeti la rappresentino armata di elmo e di corazza, coi capelli sparsi, ed un'asta, oppure una torcia, in mano. Talvolta impugna una sferza, in atto di animare i guerrieri al combattimento. La sua iconografia è simile a quella tradizionale delle Furie.
Fra i più illustri sacerdoti Bellone insigniti da Pompeo e Cesare, vi erano Re Mitridate VI del Ponto e Re Archelao III di Cappadocia, i quali entrambi sconfitti dovettero cedere i rispettivi regni della Magna Grecia, attuale Turchia, al predominio della possente Repubblica Romana. Si deve alla dea pagana Bellona, (in Comana Pontica denominata Ma), il cognome Bellone diffuso in tutto il mondo, che in seguito ebbe tra i più illustri esponenti, il Conte Bellone I di Carcassonne, dal quale discendono i Bellonidi e reali di Spagna. Nella penisola italica nel medioevo venne latinizzato in Bellones, Bellonis, Bellonus. Attorno all'anno mille una famiglia Bellonus proveniente da Turre in Valencia, divenne proprietaria e restaurò il Palazzo Madama di Torino per circa 100 anni (la porta denominata fibellona è dovuta ai figli di Bellone). Il paese francese “Bellonne” fu costituito da famiglie Bellone provenienti dall'Italia. Una ricerca storica mondiale documentata, pubblicata nel 2009, ne approfondisce l'etimologia e la diramazione e diffusione nel mondo.
Un omaggio di rilievo alla Dea Bellona, oltre a medaglie, polene, pitture, statue e sculture realizzate nel corso di due millenni, lo si può ammirare a Bruxelles, in cui il teatro Bellona ha in facciata raffigurata la dea e tributo all'Impero romano.
In Italia, porta testimonianza del culto antico pagano, il comune di Bellona in provincia di Caserta; in Abruzzo è attestato il culto ad Aschi nella Marsica.